# Жуковский овраг
Жуко́вский овраг (Козло́вский овраг, Комсомо́льский овраг) — ручей в Можайском районе Западного административного округа Москвы, левый приток Сетуни. Своё название получил от усадьбы Жуковка. Козловским ручей назван по соседней улице Козлова. Комсомольским — в честь дирижабля «Комсомольская правда», который собирали на территории оврага в 20-30-е годы XX века.
Длина ручья составляет 450 метров. Водоток проходит в овраге. Ручей сохранился в самой нижней части оврага, где сливается с Лёшиным родником. Впадает в Сетунь между проездом Загорского и улицей Вересаева.